# Caché de disco
La caché de disco (disk cache o cache buffer en inglés) es una porción de memoria RAM asociada a un disco con la utilidad de almacenar los datos recientemente leídos y, por lo tanto, agilizar la carga de los mismos en caso de que estos vuelvan a ser solicitados.
Es relevante tener presente que actualmente el tiempo de acceso medio a un dato de un disco es del orden de milisegundos, mientras que en una memoria RAM es del orden de nanosegundos.